# Samhah
Samhah (en àrab: سمحة) és una illa del canal de Guardafui. Forma part de l'arxipèlag de Socotra, a la governació de Socotra del Iemen i es troba entre Socotra i Somàlia.

## Geografia
L'illa fa uns 12 km de llargada per uns 7 d'amplada. Amb tan sols 40 km², és la més petita de les tres illes habitades del grup, després de l'illa principal de Socotra i Abd al Kuri.

## Flora i fauna
L'illa ha estat reconeguda com una Àrea important per a la conservació de les aus per la BirdLife International per la presència del petrell de Jouanin.